# Erhart Graefe
Erhart Graefe, auch Erhartus Graefe (* 11. Februar 1943 in Frankfurt am Main) ist ein deutscher Ägyptologe.

## Leben
Erhart Graefe absolvierte 1969 seine Promotion in Ägyptologie an der Universität zu Köln, wo er bis 1975 weiter tätig war. Anschließend ging er an Universität Freiburg, wo er zunächst als Wissenschaftlicher Assistent arbeitete, 1979 wurde er dort habilitiert. Von 1981 bis 1985 war er Professor für Ägyptologie an der Universität  Freiburg, von 1986 bis zu seinem Ruhestand 2009 Professor für Ägyptologie an der Universität Münster.
1987 wurde Erhart Graefe Korrespondierendes Mitglied des Deutschen Archäologischen Instituts und ist seit 2009 in der „Kommission für Papyrologie, Epigraphik und Numismatik“ der Nordrhein-westfälischen Akademie der Wissenschaften und Künste. 2013 wurde er zum ordentlichen Mitglied der Klasse für Geisteswissenschaften der Nordrhein-Westfälischen Akademie der Wissenschaften und der Künste gewählt. 

## Publikationen (Auswahl)
- Untersuchungen zur Wortfamilie bjA (1969). (Dissertation), Privatdruck, Köln 1971.
- Studien zu den Göttern und Kulten im 12. und 10. oberägyptischen Gau (insbesondere in der Spät- und Griechisch-römischen Zeit). Privatdruck, Freiburg 1980.
- Untersuchungen zur Verwaltung und Geschichte der Institution der Gottesgemahlin des Amun vom Beginn des Neuen Reiches bis zur Spätzeit. zwei Bände In: Ägyptologische Abhandlungen. (ÄA) Band 37, Harrassowitz, Wiesbaden 1981, ISBN 3-447-02174-8.
- Mittelägyptische Grammatik für Anfänger. 1. – 6. Auflage, Harrassowitz, Wiesbaden 1987–2001, ISBN 3-447-03445-9.
- Das Grab des Ibi, Obervermögenverwalters der Gottesgemahlin des Amun (Thebanisches Grab Nr.36) Beschreibung und Rekonstruktionsversuche des Oberbaus. Funde aus dem Oberbau. (Mit Beiträgen von Diethelm Eigner und Jan Quaegebeur). Brüssel 1990.
- Sat-Sobek und Peti-Imen-menu. Zwei ägyptische Särge aus Assiut und Theben. Stadt Hamm Gustav-Lübcke-Museum, 2001, ISBN 3-9806491-4-8.
- Das Grab des Padihorresnet, Obervermögensverwalter der Gottesgemahlin des Amun (Thebanisches Grab Nr. 196) mit Beiträgen von Jan Quaegebeur, Peter Dils und Diethelm Eigner. (Reihe: Monumenta Aegyptiaca IX, 2 Bände), Brüssel 2003.
- Die Doppelgrabanlage „M“ aus dem Mittleren Reich unter TT 196 im Tal el-Asasif in Theben-West. (Reihe: Aegyptiaca Monasteriensia, Band 5), Aachen 2007, ISBN 3-8322-6218-0.